# Новая Калда
Новая Калда — село в Майнском районе Ульяновской области в составе Игнатовского городского поселения.

## География
Находится на расстоянии примерно 29 километров на юг-юго-восток по прямой от районного центра поселка Майна.

## История
Село основано в конце 19 - начале 20 вв., как выселок из д. Калды. В 1990-е годы работало отделение СПК им.Ленина.

## Население
Население составляло 125 человек в 2002 году (татары 98%), 95 по переписи 2010 года.